# فخر فارو
فخر فارو (بالإنجليزية: Faroe Pride)‏ هو مسيرة فخر للمثليين سنوية، تنظمها جمعية إل جي بي تي فورويار، وأقيمت أول مسيرة فخر في 27 أغسطس عام 2005، ، وتبعتها المسيرة الثانية بعد سنتين في 18 أغسطس 2007، وتبعتها المسيرة الثالثة بعد سنة في 19 يوليو 2008، لتتبعها المسيرة الرابعة حتى أحدثها وهي المسيرة التاسعة سنويا في 27 يوليو من كل سنة منذ 2012، مع إستثناء سنة 2016 التي لم تشهد مسيرة فخر المثليين حينها.